# Ozodipiek
De Ozodipiek of Korzjenevskoipiek is een berg in de Pamir in Tadzjikistan.
In 1910 werd de berg opgemeten door de Russische geograaf Nikolai Korzjenevski en genoemd naar zijn echtgenote Jevgenia Korzjenevskaia. In 2020 kreeg de berg de nieuwe naam Ozodipiek
De top is een van de vijf zevenduizenders op het grondgebied van het voormalig Sovjet-Unie die beklommen dient te worden voor het verkrijgen van de Sneeuwpanteronderscheiding.

## Beklimming
De eerste succesvolle beklimming gebeurde in 1953 door een sovjetteam onder leiding van A. Oegarov. De normaalroute loopt langs de zuidelijke rib. Het klimseizoen loopt van juni tot augustus.
Het basiskamp is hetzelfde als voor de beklimming van de Ismail Samanipiek.